# Distretto di Mwinilunga
Il distretto di Mwinilunga è un distretto dello Zambia, parte della Provincia Nord-Occidentale.
Il distretto comprende 16 ward:
- Chibwika
- Chisasa
- Kakoma
- Kamapanda
- Kanongesha
- Kanyama
- Kapundu
- Kasampula
- Kawiku
- Lumwana
- Mudyanyama
- Mulumbi
- Mundwinji
- Ntambu
- Sailunga
- Samuteba